# Federico Paini
Federico Paini (Genova, 9 marzo 1995) è un ex sciatore alpino italiano.

## Biografia
Nato a Genova, residente a Verrès dal 2008 e attivo dal dicembre del 2010, in Coppa Europa Paini, specialista delle prove veloci, ha esordito l'8 dicembre 2012 a Sarentino in discesa libera (73º) e ha conquistato il miglior piazzamento il 21 dicembre 2018 ad Altenmarkt-Zauchensee in supergigante (7º); in Coppa del Mondo ha disputato due gare, entrambe a Bormio: la discesa libera del 28 dicembre 2018 (47º) e il supergigante del giorno successivo (50º). Ha preso per l'ultima volta il via in Coppa Europa il 14 gennaio 2022 a Tarvisio in discesa libera (20º) e si è ritirato durante quella stessa stagione 2021-2022; la sua ultima gara è stata un supergigante FIS disputato il 4 febbraio a Pila. Non ha preso parte a rassegne olimpiche o iridate.

## Palmarès

### Coppa Europa
- Miglior piazzamento in classifica generale: 90º nel 2019

### Campionati italiani
- 1 medaglia:
  - 1 oro (combinata nel 2021)